# Trophodeinus denticulatus
Trophodeinus denticulatus är en tvåvingeart som först beskrevs av Borgmeier 1963.  Trophodeinus denticulatus ingår i släktet Trophodeinus och familjen puckelflugor.
Artens utbredningsområde är Texas. Inga underarter finns listade i Catalogue of Life.